# توبیاس شلنبرگ
توبیاس شلنبرگ (آلمانی: Tobias Schellenberg؛ زادهٔ ۱۷ نوامبر ۱۹۷۸) شیرجه‌رو اهل آلمان است.